# 응우옌응옥찐득
응우옌응옥찐득(베트남어: Nguyễn Ngọc Trinh Đức / 阮玉貞德 완옥정덕, 1818년 ~ 1863년 9월 30일)은 응우옌 왕조의 황족이다. 민망 황제의 7번째 딸로, 생모는 재인(才人) 쩐티섬(陳氏讖)이다.

## 생애
자롱 17년(1818년), 후에 황성에서 태어났다.
티에우찌 3년(1843년), 공부시랑(工部侍郞) 쩐반타인(陳文性)의 아들 쩐반틴(陳文盛)과 혼인하였다. 그와의 사이에서 딸 2명을 두었다.
뜨득 7년(1854년), 안장공주(베트남어: An Trang Công chúa / 安莊公主)로 봉해졌다.
뜨득 16년 음력 8월 18일(1863년 9월 30일), 사망하니 향년 46세였다. 시호를 장순(莊順)이라 하였고, 트어티엔부 흐엉투이현(香水縣) 끄엉찐총(居正總) 응우옌비에우사(月瓢社)에 장사지냈다.